# Colonia Alicia

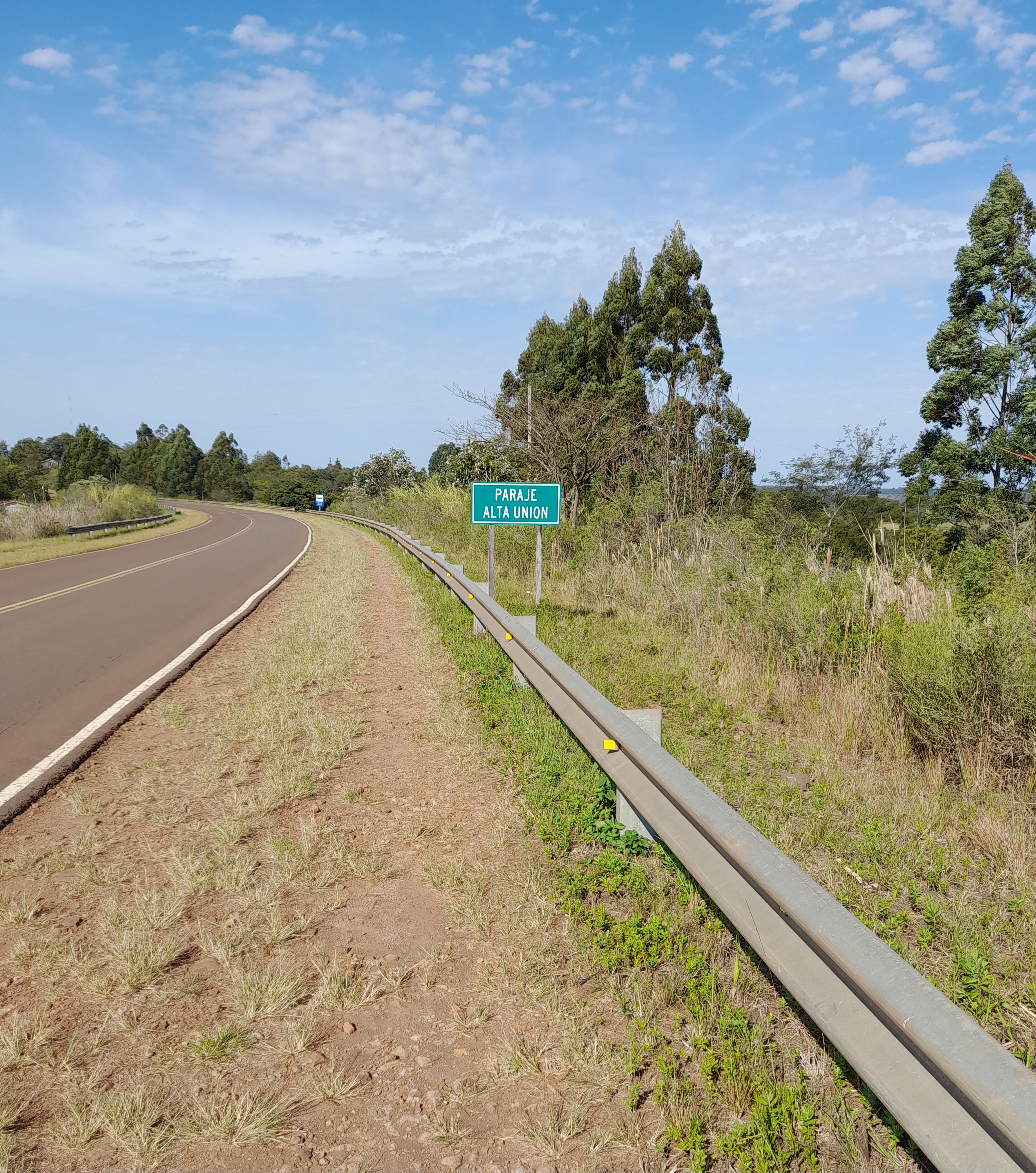
Cartel en la entrada a Colonia Alicia.

Colonia Alicia es una localidad argentina ubicada en el departamento Veinticinco de Mayo de la Provincia de Misiones. Depende administrativamente del municipio de Colonia Aurora, de cuyo centro urbano dista unos 23 km. 
Se suele dividirla en Colonia Alicia Alta y Colonia Alicia Baja, la primera se encuentra en la intersección de la ruta Provincial 2 y la ruta Provincial 221, a 3 kilómetros del río Uruguay; la segunda se halla unos 7 kilómetros más al sur, a sólo 1 km del río Uruguay. Alicia Baja es la que fue considerada en el censo 2001 como una localidad, aunque Alicia Alta lleva un desarrollo más fuerte desde entonces debido a la pavimentación de la Ruta Provincial 2. Hacia el norte a 15 kilómetros de Colonia Alicia Alta, se encuentra el paraje denominado Alta Unión, donde se encuentra ubicada la Escuela N° 646.
A 5 km de Colonia Alicia Baja se encuentra ubicado el Paso Internacional Puerto Alicia - San Antonio, entre Argentina y Brasil. Las localidades más cercanas son Colonia Alicia del lado argentino y Mauricio Cardozo en Brasil, a 8 km.
Otra localidad cercana a Colonia Alicia es San Vicente (Pcia. de Misiones), la cual se encuentra a 30 km

## Economía
La principal actividad económica es el cultivo de tabaco, aunque también se cultiva soja y maíz que luego se procesa en una fábrica de alimento balanceado. También se producen quesos.

## Población
La zona urbana de Colonia Alicia tenía en 2010 una población de 496 habitantes (Alicia Alta: 277 habitantes, Alicia Baja: 219 habitantes). De los 496 habitantes de Colonia Alicia, 258 son mujeres y 238 son hombres Por lo tanto, el 47,99 % de la población son hombres y el 52,01 % mujeres. Dentro de la provincia de Misiones a nivel población ocupaba el puesto 109 de las 117 localidades que el INDEC reconoció en 2001, representando un 0,0179 % de la población total de Misiones y un 0,0005 % de la población total del país.

## Toponimia
La zona que actualmente ocupa Colonia Alicia fue adquirida por Moisés Schmerkin. El hijo de Moisés, Enrique Heine Schmerkin comenzó la explotación del lugar con el consentimiento de su padre. La colonia llevaría el nombre de su nieta mayor, Alicia, hija de Lita Schmerkin y José Kriner. Enrique también quiso bautizar con un nombre de otro nieto al puerto de la colonia; no obstante el Gobierno no lo permitió por lo que esta zona sigue conociéndose como Puerto Londero.

## Vías de acceso
Se accede a ella a través de un camino que la vincula a la ruta Provincial 2, y desde allí al oeste con Colonia Aurora y al este con El Soberbio. La ruta 221 la une al norte con San Vicente.